# Ligne 66 de Media Distancia
La ligne 66 (Séville-Cordoue-Jaén) est une ligne ferroviaire exploitée par les services Media Distancia Renfe, qui traverse la région espagnole d'Andalousie. Il circule sur des voies électrifiées conventionnelles de 3 000 volts en courant continu à écartement ibérique, appartenant à Adif. Il est exploité par la section Media Distancia de Renfe Operadora avec des trains de la série 449.
Cette ligne était auparavant connue sous le nom de « A2 ». Elle partage l'itinéraire avec la ligne 76, bien que celle-ci relie Séville à Cordoue sur la ligne à grande vitesse.
La durée minimale du trajet entre Séville et Jaén est de 3 heures et 2 minutes en train conventionnel.
Certains trains de cette ligne viennent de Cadix ou continuent vers Cadix sur la ligne 65. 